# Verkhovna Rada
Verkhovna Rada (ukrainsk: Верхо́вна Ра́да Украї́ни, dansk: Ukraines Højeste Råd) er parlamentet i Ukraine. Det har 450 medlemmer.

## Historie
Mens Ukraine var en del af Sovjetunionen hed den lovgivende myndighed i Ukrainske SSR (dansk: Øverste Sovjet. Efter Ukraines selvstændighed i 1991 ændredes navnet til Verkhovna Rada, der blev parlamentets officielle navn ved en forfatningsændring vedtaget 28. juni 1996.